# Queer

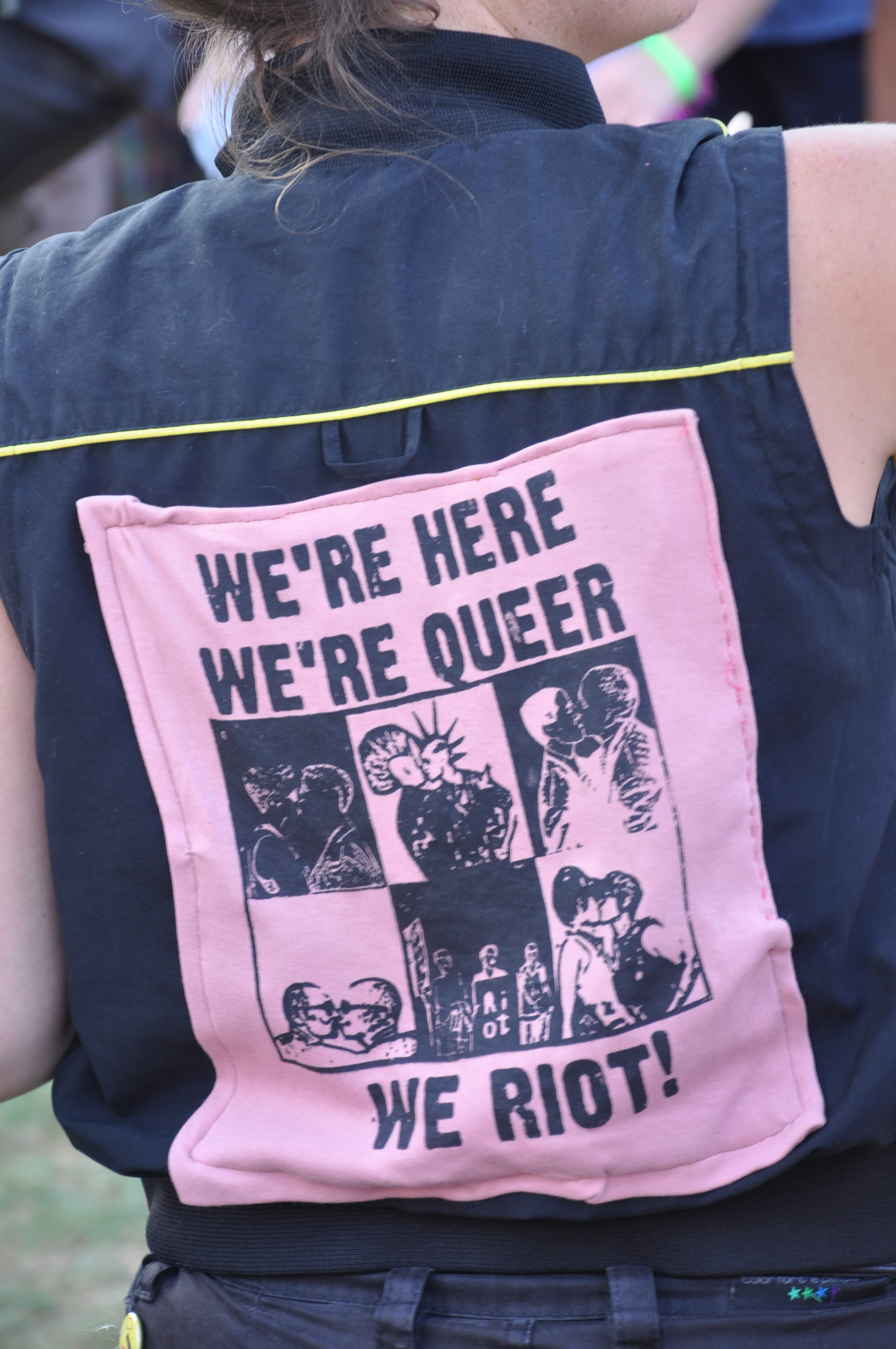
Lema queer

Queer (pronunciado /kwɪə(r)/ o /kwir/) es un anglicismo que suele traducirse como ‘extraño’ o ‘poco usual’.  Al relacionarse a la identidad sexual o la identidad de género, nombra a quien no representa las reglas hegemónicas de la sexualidad y del género. La Comisión Interamericana de Derechos Humanos, en el documento publicado en noviembre de 2015, afirma que existen diferentes aproximaciones al término queer como categoría identitaria. Por un lado, es utilizado como término paraguas por la gama de orientaciones sexuales e identidades que van mucho más allá de LGBT.

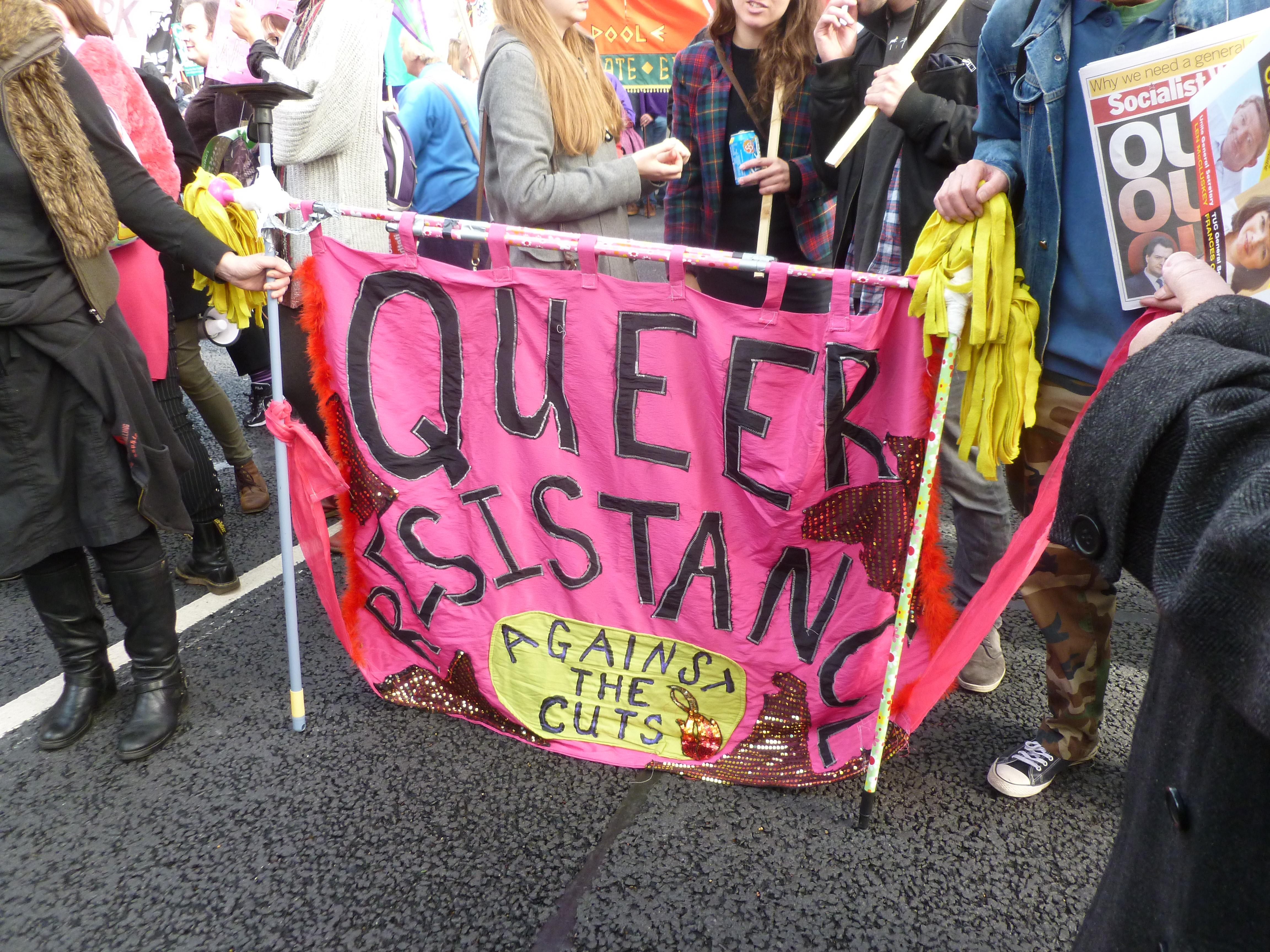
«Resistencia queer contra los recortes», Queer Resistance Against the Cuts

Asimismo, el concepto «género queer» es un término general para las personas cuya identidad de género no está incluida o trasciende la dicotomía hombre-mujer.
El término aún se considera ofensivo o despectivo en algunas comunidades más conservadoras, mientras que en otras, es aceptado para describir la orientación sexual, identidad de género o expresión de género que no se conforma con la sociedad. En este contexto, algunas personas que se identifican como queers suelen situarse aparte del discurso y del estilo de vida que tipifican las corrientes en las comunidades LGBTQIAPN+ ―lesbianas, gais, transexuales, transgéneros, bisexuales, intersexuales, queers, asexuales, arrománticos, agéneros, pansexuales, polisexuales, plurisexuales y personas no binarias―. 

## Origen e historia del término
Esta palabra ha ido evolucionado en su significado. Originalmente se usaba en contextos anglosajones para denominar peyorativamente a las personas homosexuales. Fue adoptada durante las décadas de 1920 y 1930 por grupos gais para autodenominarse y dar visibilidad a su orientación sexual (Área Queer, 2007), y más tarde fue adoptada en Latinoamérica. En el ámbito académico apareció por primera vez en Estados Unidos en 1991 cuando Teresa de Lauretis lo utilizó en un artículo del número dos de la revista Differences para denunciar que en el mundo universitario los «estudios de gais y lesbianas» se habían integrado muy comodamente. 
En España el término apareció por primera vez en 1993 cuando La Radical Gai define a su revista De un plumazo como un queerzine y un año más tarde en el fanzine Non grata del colectivo Lesbianas Sin Duda autodenominándose «Yo soy queer, yo soy diferente». En la actualidad describe una corriente de pensamiento y una actitud vital que alienta a actuar la libertad del género, los afectos y las sexualidades. Las corrientes teóricas queer también propugnan el uso de «cuir», «cuy(r)» o «kuir» como adaptación gráfica al español y contempla connotaciones políticas, como indica Sayak Valencia..
En el territorio político, el término está vinculado a la disidencia sexual, especialmente desde los años noventa, cuando hubo una fuerte articulación activista en los países del norte global por el reconocimiento de la identidad de género y la orientación sexual, así como la exigencia de inversión en políticas públicas de los Estados ante la problemática relacionada con el VIH/sida. En 1990 la organización activista Act Up postuló idea de: nación queer .
Las teorías queer surgen en la década de 1990 como parte de los estudios feministas dentro de la población LGBT basadas en ideas planteadas previamente por Michel Foucault (con su teoría sobre la sexualidad), por Jacques Derridá (respecto al deconstructivismo) y por Monique Wittig y por Adrienne Rich (la heterosexualidad obligatoria y la existencia lésbica). Se le atribuye a El género en disputa, obra de Judith Butler dar pie al surgimiento tras afirmar que el feminismo había dividido de manera tajante a los seres humanos, creando un modelo binario y excluyente. Dicha división se basaba en un paradigma hegemónico creado por la sociedad que estipula que el sexo con el que nace una persona determina su género (o sea, femenino o masculino).
En México, el reconocimiento del matrimonio igualitario y el acceso garantizado al sistema público de salud y asistencia social en 2022 en México, fomentó la igualdad de personas queer.

## Usos y discursos

Símbolo no binario

El empleo del término ha sufrido cambios sustanciales a lo largo de los siglos XX y XXI. «Queer» es utilizado por muchas personas que no sienten una coherencia entre su sexo y el género que asumen socialmente y tampoco se identifican con un determinado género, ni se orientan sexualmente de forma continua, sostenida o exclusiva, hacia un género socialmente considerado «opuesto».
El objetivo de la comunidad queer es eliminar las etiquetas sociales y culturales del binarismo, considerando la posibilidad de que las personas se muestren socialmente como deseen sin pertenecer a ningún grupo. Del mismo modo, la comunidad queer sostiene que una persona puede establecer relaciones sexo-afectivas sin definirse como homosexual o heterosexual, ya que consideran que:
1. Las personas pueden relacionarse con otras sin la necesidad de responder a un modelo de sexualidad hegemónicamente establecido[1]
2. Debe permitirse la apertura a modelos alternativos a la monogamia obligatoria; como el poliamor o el arromanticismo.

El sistema monógamo es una tiranía. No es una opción: es un mandato y es la violencia simbólica inscrita en ese mandato la que nos impide escoger maneras diferentes incluso cuando creemos escogerlas. En ocasiones nos toca la lotería de la vida y los mandatos nos resultan oportunos, cómodos, pero eso no los convierte en opcionales.
Brigitte Vasallo

Por otro lado, este término trata de designar a un «movimiento posidentitario»:

Una posición crítica ante los procesos de exclusión y de marginalización que genera toda ficción identitaria, tanto dentro de sociedades heterosexuales como en la cultura gay.
Paul B. Preciado

Eve Kosofsky Sedgwick ―en su libro Epistemology of the closet― explica que la dicotomía homosexual-heterosexual le resulta simplista, por lo que estipula que la «sexualidad queer» forma un tercer género, el cual se contrapone a este conjunto binario que ha creado la sociedad y que comprende todos los matices que el género puede adoptar.
En Barbarismos queer y otras esdrújulasde los docentes españoles Lucas Platero y Miguel Ángel López, queda registro de la definición que 53 personas dan al término usado desde la pregunta: «¿Sabes qué significa queer, qué es lo no binario, la heteronormatividad, lo trans?».
El interambio constante entre teorías y políticas queers, ha permitido desdibujar los límites entre unas y otras e ir más allá de la concepción binaria de estos dos ámbitos definidos uno por exclusión del otro. Por ello, la agrupación de los estudios asociados al concepto, puede encontrarse bajo los conceptos: «teoría queer», «teoría torcida» o la expresión inglesa queer theory. incluso cuando se estudia el fenómeno en otros idiomas.

En Argentina, la Facultad de Filosofía y Letras de la Universidad de Buenos Aires lleva adelante desde 1994 sostiene el proyecto académico y de militancia denominado Teoría Queer.
El programa propone un espacio de articulación de proyectos de docencia e investigación con las prácticas de activismo y militancia en movimientos políticos contra la represión y la discriminación por géneros, orientación sexual e identidad de géneros.
Héctor Domínguez-Ruvalcaba, investigador de la Universidad de Texas, doctorado en literatura hispánica a y estudios culturales latinoamericanos, posiciona a la palabra queer dentro del marco político al documentar en el libro Latinoamérica Queer, la herencia colonial de las sexualidades a partir de los crecientes feminicidios y la epidemia del sida en la región. Francisco Ramallo y Juan Ariel Gómez, investigadores del CONICET, proponen la utilización indistinta del término en sus distintas variantes escritas en español, para representar la naturaleza libre del concepto que describe.  La utilización de la vocal "e" dentro de la comunidad queer y los textos que la acopañan es representada consantemente tanto en textos testimoniales personales, colectivos, académicos y políticos.

## Significado de la bandera

Bandera genderqueer

La bandera fue diseñada por Marilyn Roxie. Tres barras horizontales que significan:
- Lavanda: es la mezcla del azul y rosa (colores representativos de los roles de género) con el lavanda, representa a la androginia.
- Blanco: representa la identidad agénero y neutro.
- Verde oscuro: color inverso del lavanda, que representa a personas cuyas identidades están fuera o no hacen referencia al binarismo.